# Romance Rosa
Romance Rosa es el segundo álbum recopilatorio del artista dominicano Juan Luis Guerra. Fue lanzado al mercado en febrero de 1991.
El disco es la versión en portugués la producción Bachata Rosa y también contiene éxitos otros discos.

## Lista de canciones
1. Romance Rosa
2. Burbujas de amor
3. A bilirrubina
4. Estrellitas y duendes
5. Güavaberry
6. Oxalá que chova café
7. Como abeja al panal
8. A pedir su mano
9. Carta de amor
10. Woman del Callao
11. La bilirrubina
12. Bachata Rosa

- Datos: Q6111383